# Hyphessobrycon megalopterus
Espèce
Statut de conservation UICN

 LC  : Préoccupation mineure
Le tétra fantôme noir (Hyphessobrycon megalopterus) est un petit poisson de la famille des Characidés originaire d'Amérique du Sud. Il est apprécié comme poisson d'aquarium.

## Origine
Originaire d'Amérique du Sud, c'est dans le bassin de l'Amazone que se rencontre principalement le Tétra fantôme noir.

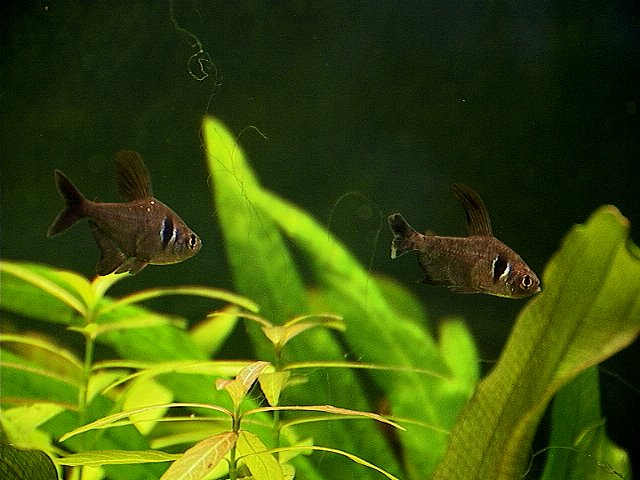
Tetras fantômes noirs mâles

## Description de l'espèce

### Morphologie
Petit poisson au corps gris ou transparent et aux nageoires bien noires. Une tache noire orne les flancs. Le mâle est plus svelte que la femelle et il possède une nageoire dorsale assez impressionnante. La femelle est plus ronde et certaines de ses nageoires sont rouges. Ce poisson mesure jusqu'à 5 cm. Il peut vivre plus de 2 ans.
Il ne faut pas le confondre avec le tétra fantôme rouge (Hyphessobrycon sweglesi). Bien que leurs silhouettes soient identiques, le Tetra fantôme rouge, comme son nom l'indique, arbore une robe assez rouge et sa nageoire dorsale est moins développée.

## Maintenance en captivité
Grégaire, vif et élégant, il met en valeur les aquariums typiquement amazoniens dont la température est comprise entre 24 et 26 °C28 °C. C'est un poisson adapté au débutant car il est robuste et assez peu exigeant quant aux paramètres de l'eau mais sa reproduction reste difficile. Il préfère toutefois un pH de 6 à 7,5 et une dureté de 5°d GH à 18°d GH. À maintenir par groupes de 10 individus minimum car c’est un poisson qui se sentira mal si le groupe est trop petit, il sera discret et peu visible. Très sympathique et paisible, il convient pour l’aquarium d’ensemble.
| Origine         | Bassin amazonien | Eau           |                        |
| Dureté de l'eau | 5 à 18 °GH       | pH            | 6 à 7,5                |
| Température     | 22 à 28 °C       | Volume mini.  | 100l pour 10 individus |
| Alimentation    | Omnivore         | Taille adulte | 4,5 cm                 |
| Reproduction    | difficile        | Zone occupée  | Milieu                 |
| Sociabilité     | Paisible         | Difficulté    | Facile                 |

## Alimentation
Omnivore, ce poisson préfère quand même les proies vivantes.